# 구미전자공업고등학교
구미전자공업고등학교(龜尾電子工業高等學校)은 대한민국 경상북도 구미시 임수동에 위치한 국립 고등학교이다.

## 학교 연혁
- 1954년 6월 18일 : 구미농업고등학교 개교
- 1967년 10월 30일 : 구미공업고등학교로 전환
- 1976년 3월 8일 : 구미전자공업고등학교로 전환
- 1977년 9월 1일 : 국립으로 전환
- 1987년 6월 12일 : 학생회관 준공(1,251.54m2)
- 1987년 8월 3일 : 특수목적 고등학교 지정
- 1997년 3월 1일 : 남녀공학 실시
- 2008년 9월 6일 : 학생회관(동락회관) 준공식
- 2008년 10월 7일 : 한국형 마이스터고 선정
- 2010년 3월 2일 : 전자분야 마이스터고로 개교 (학급당 20명)
- 2016년 6월 7일 : 학칙 변경 인가(전자과[전자회로설계전공 4학급, 전자시스템제어전공 4학급], 메카트로닉스과[자동화시스템전공 4학급, 로봇제어전공 2학급])
- 2017년 7월 26일 : 중소벤처기업부 신설
- 2020년 9월 1일 : 국립 제12대 이준우 교장 재취임
- 2021년 6월 18일 : 신축 본관(지상4층 4,527m2) 및 융합전자관(지상5층 5,687m2) 준공
- 2022년 9월 1일 : 안내실(57.12m2) 및 풋살장(1600m2) 신축
- 2024년 2월 2일 : 제67회(영마이스터 12기) 졸업식 거행 (218명, 졸업생 총수 25,008명)
- 2024년 3월 4일 : 2024학년도 신입생 입학(224명)

## 설치 학과
- 메카트로닉스과
- 전자과

## 참고 자료
- 구미전자공업고등학교 - 한국교육학술정보원 학교알리미